# 鶴見済
鶴見 済（つるみ わたる、1964年 - ）は、日本のフリーライター。東京都出身。東京大学文学部社会学科卒業。

## 人物
大学時代に社会学者・見田宗介に出会い、その思想に影響を受けた。大学卒業後、大手電機メーカー、出版社勤務を経てフリーライターとなる。1993年『完全自殺マニュアル』（太田出版）がベストセラーになった。鶴見は一貫して、現代日本社会における「生きづらさ」「どうすれば楽に生きられるのか」という問題にこだわっている。

## 主張
デビュー作の『完全自殺マニュアル』では、いざとなれば死ぬこともできるのだから、「頑張って生きる」「強く生きる」という生き方から降り、苦しい日常生活をより楽に生きていくことを提唱した。
1996年には、「自殺もせずになんとか楽に生きていくための実用書」と前置きされた『人格改造マニュアル』を出版し、クスリや精神療法、瞑想などにより内面をコントロールすることで日常を乗り切るという選択肢を提示。
1998年に出版された『檻のなかのダンス』では、自らの勾留体験から監獄的な社会と重ね合わせて紹介した。
2000年に出版された対談集『レイヴ力』では、作家の清野栄一らとともに、日本に定着したレイヴ・ムーブメントを様々な角度から解き明かした。またダンスに加えて自然とつながることで、生きている実感を取り戻そうと語っている。
2012年の『脱資本主義宣言』では、経済成長至上主義、過剰消費、グローバル化などを批判し、衣食住にまつわることを自ら行うことで、生きることへの興味を取り戻そうとする。
2017年には『0円で生きる』を出版。お金を使わずにできる贈与、共有、相互扶助などの具体的な方法の数々を、自身が実践したうえで紹介した。
2022年の『人間関係を半分降りる』では、生きづらさを生む一番のもとは結局人間関係であるとした
。

## 著書

### 単著
- 『完全自殺マニュアル』太田出版 1993年
- 『無気力製造工場』太田出版 1994年
- 『人格改造マニュアル』太田出版 1996年
- 『檻のなかのダンス』太田出版 1998年[12]
- 『脱資本主義宣言』新潮社 2012年
- 『０円で生きる』新潮社 2017年
- 『人間関係を半分降りる』筑摩書房 2022年

### 共編著
- 『ぼくたちの「完全自殺マニュアル」』（編）太田出版 1994年[13]
- （木村重樹編、清野栄一共著）『レイヴ力 = rave of life』（レイヴりょく） 筑摩書房 2000年